# Luhovîkî, Ciornuhî
Luhovîkî (în ucraineană Луговики) este localitatea de reședință a comunei Luhovîkî din raionul Ciornuhî, regiunea Poltava, Ucraina.

## Demografie
Componența lingvistică a localității Luhovîkî
     Ucraineană (96,41%)
     Rusă (2,59%)
     Alte limbi (0,4%)
Conform recensământului din 2001, majoritatea populației localității Luhovîkî era vorbitoare de ucraineană (96,41%), existând în minoritate și vorbitori de rusă (2,59%).